# Стилофор

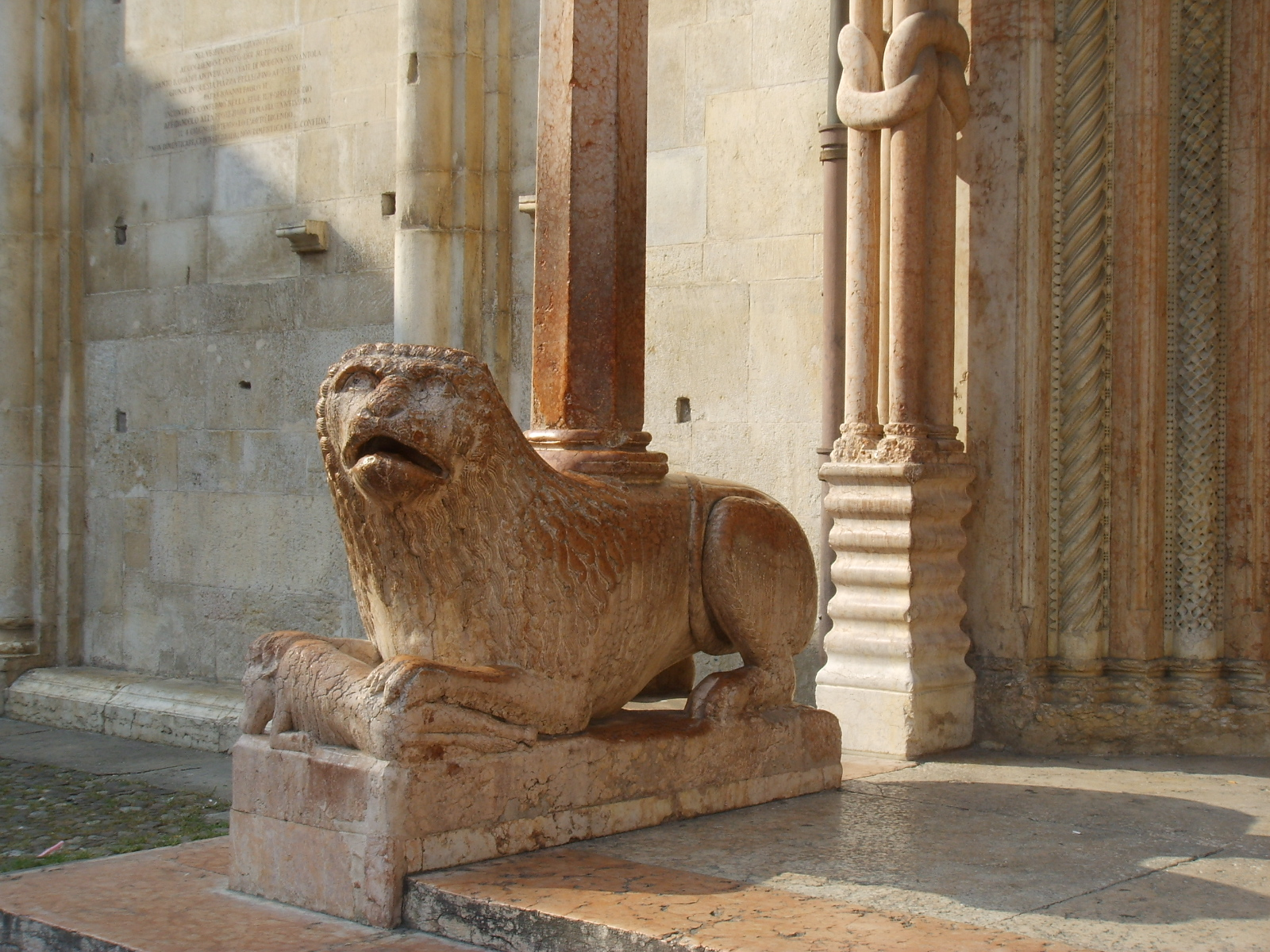
Стилофорный лев у входа в собор Модены

Стилофо́р (от др.-греч. στῦλος — «столб» или «колонна», и др.-греч. φέρω — «носить» или «поддерживать») — архитектурный элемент, скульптура в нижней части колонны, опирающаяся на стилобат или специальный пьедестал. В верхней части стилофора располагается площадка, на которую опирается колонна. Форма и размер стилофора могут варьироваться в зависимости от архитектурного стиля и функционального назначения здания, стилофор может выполнять роль базы колонны или дополнять её. Использование стилофоров помогает обеспечить устойчивость колонн и распределить их массу на бо́льшую площадь. Стилофоры использовались в архитектуре романских и готических церквей, в том числе в оформлении протиров. Скульптурным изображенеим стилофора может быть человек или животное — реальное или воображаемое, — лев, грифон и т. д.

## Стилофорные львы
Особенно часто в качестве скульптурного элемента стилофор использовались скульптуры львов, расположенные у входа в романские и готические храмы.
Лев имеет поливалентное символическое значение, как символический страж, поскольку он является животным, убивающим, пожирающим своих жертв и передающим им часть своей силы. Жертвы проходят через смерть к новой жизни, метаморфозу, преодолевая границу между жизнью и смертью; поэтому лев является предостережением, предупреждением об этом переходе и разрыве между двумя различными областями — святого и мирского. В средневековой иконографии лев также символ справедливости Божьей. Одновременно милосердный и непримиримый, лев стал в романской иконографии аллегорией Христа-судьи, любящего добрых и непреклонного ко злым. Лев, держащий в лапах ягненка, лань, птицу или человеческую фигуру в знак верховенства и одновременно защиты, так же часто встречается в небольших романских портиках — протирах, особенно в Италии и Провансе, как и на кафедрах XIII и XIV веков (в баптистерии Пизы и Сиенском соборе, работы Никколо Пизано, в церкви Сант-Андреа в Пистое и в Пизанском соборе) — это метафора Христа, защищающего верных.
Лев — в христианстве символ «лат. Fortitudo» или «нравственной крепости», устойчивости в вере и способности преодолевать испытания и соблазны. В контексте христианской этики и доктрины «Fortitudo», лев — это символ, позволяющий верующим преодолевать трудности и искушения, а также оставаться верными своим принципам и убеждениям. Лев, расположенный у входа в церковь, также символизирует силу, охраняющую святое пространство.
Согласно средневековым бестиариям, лев также является символом Христа. В Откровении Иоанна Богослова Христос называется «лев от колена Иудина».
Как символ, лев представляет собой древний зооморфный мотив, занимающий особенно заметное место в средневековой архитектуре. Эмблематичный для святого Марка Евангелиста, лев в апокалиптическом видении Иоанна, появляется рядом с престолом Христа, в левом нижнем углу, на стороне избранных в день Страшного суда, и единственный, кроме Агнца, удостоенный привилегии открыть книгу и снять семь печатей. Спутник святого Иеронима, согласно агиографической традиции, лев также является ритуальным животным, которое милосердно обеспечивает погребение в пустыне святого Антония Аббата и святой Марии Египетской. В христианской иконографии лев приобрел семантические значения, порой противоречивые, из-за постоянного колебания между положительными и отрицательными значениями, между добром и злом.

## Галерея

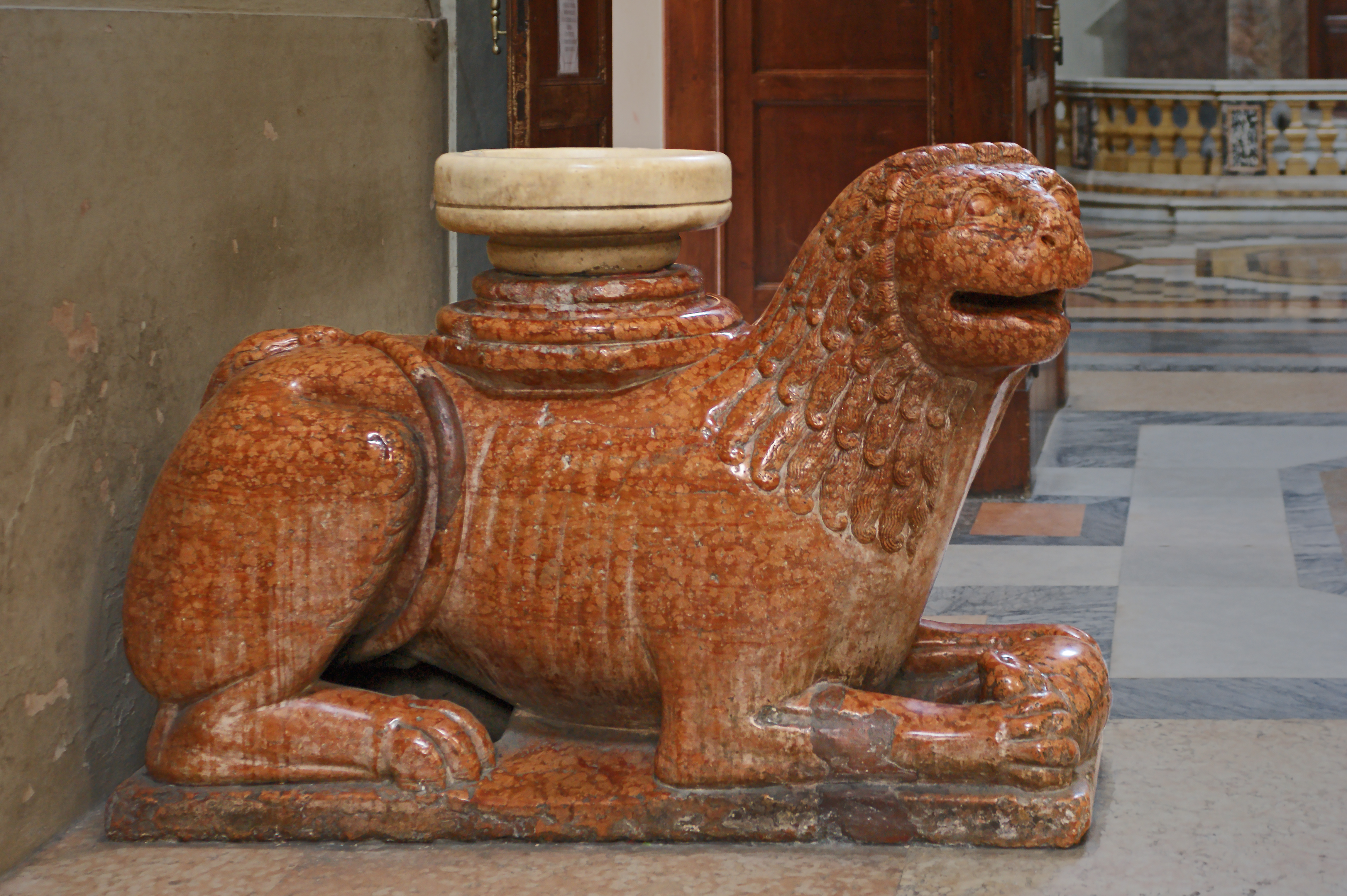
Из собора Святого Петра в Болонье
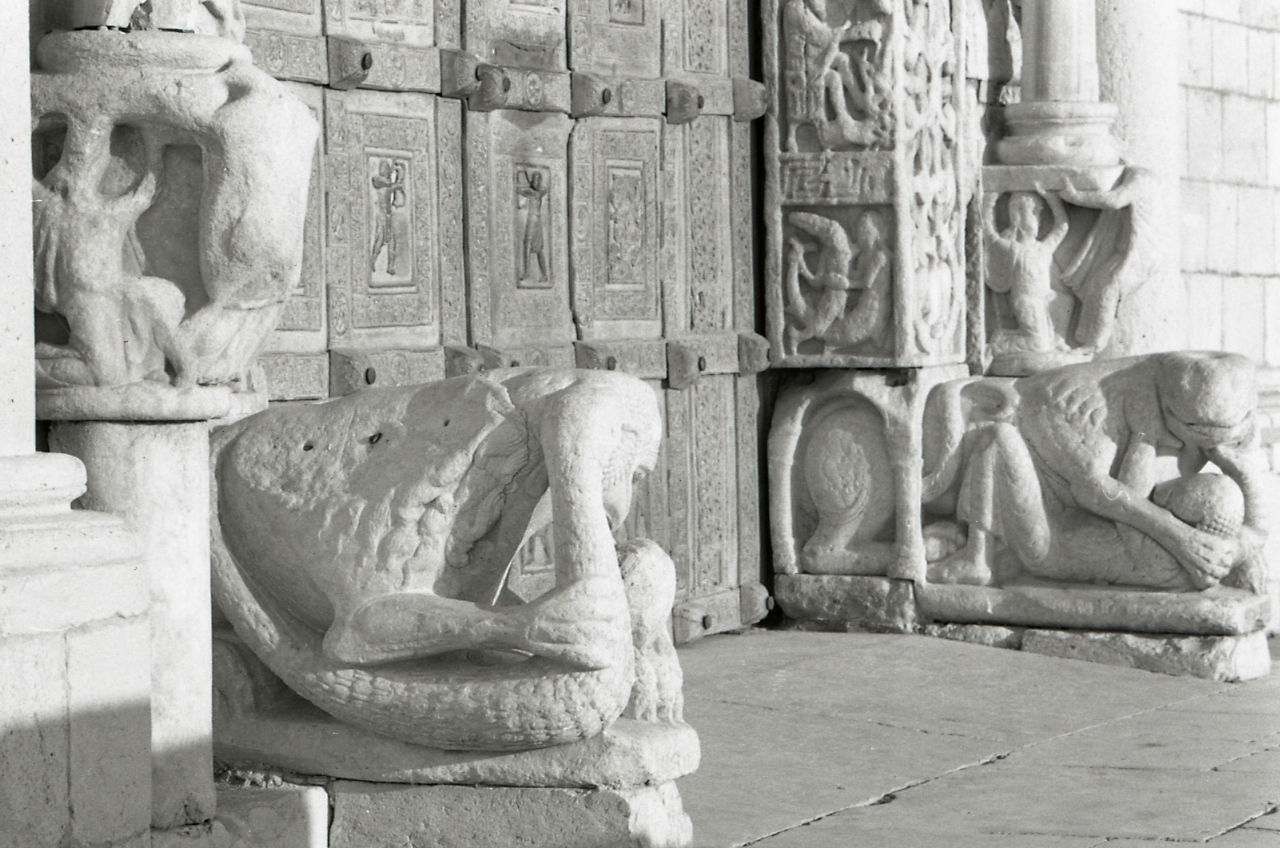
У входа в собор города Трани (Апулия)
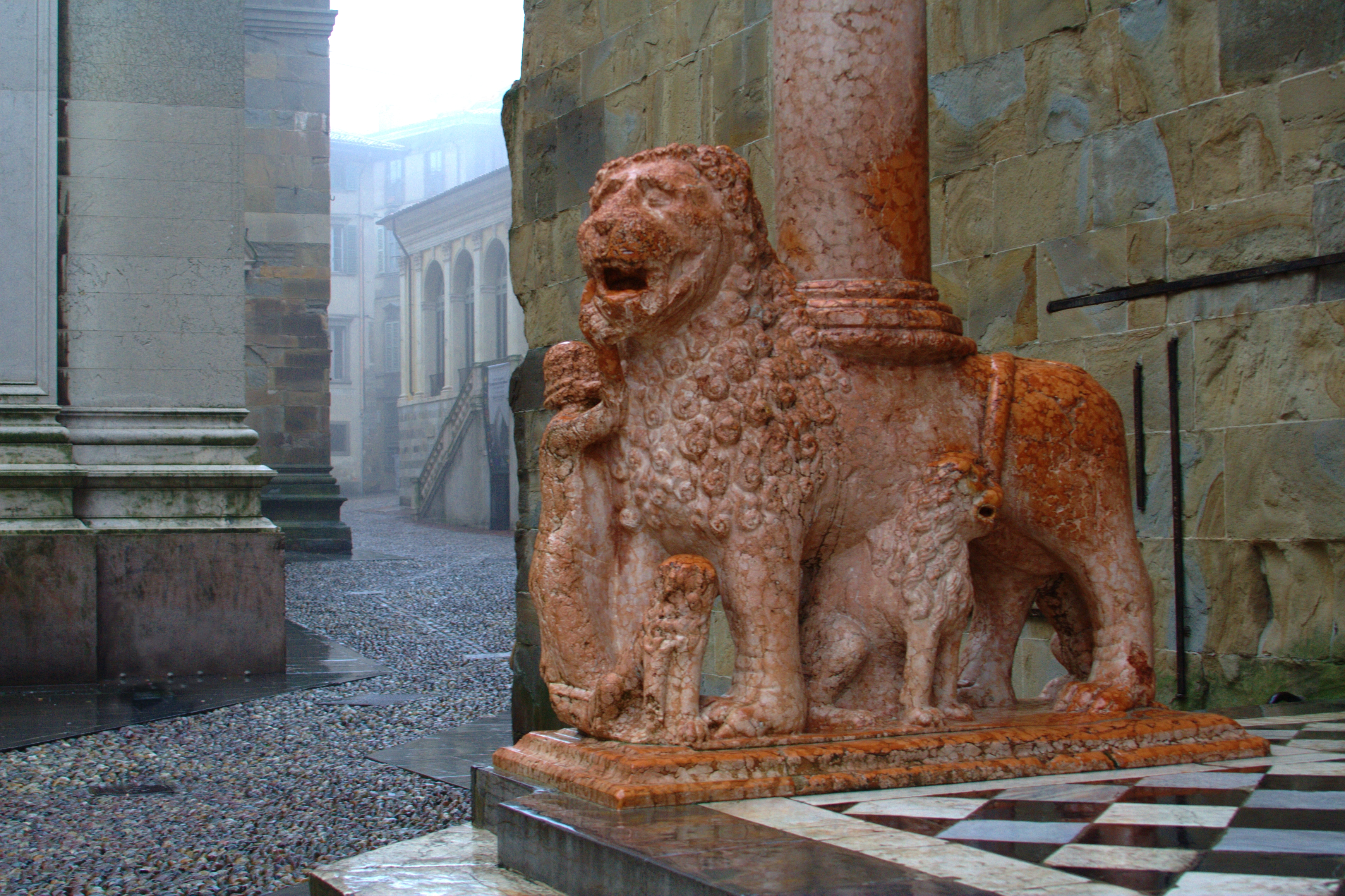
У церкви Санта-Мария-Маджоре в Бергамо
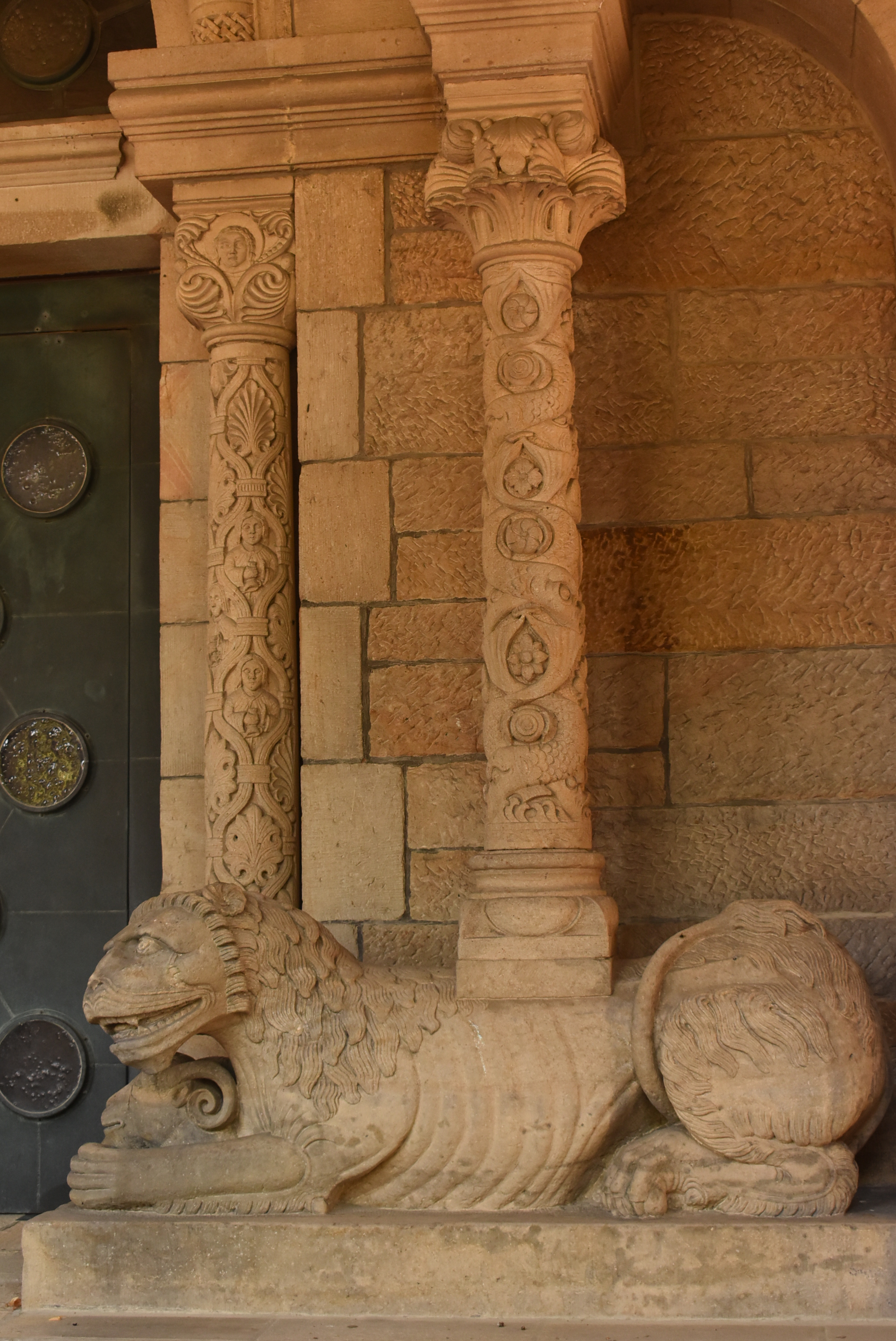
Из базилики Святого Антония (нем.) в Райне, Северный Рейн-Вестфалия.
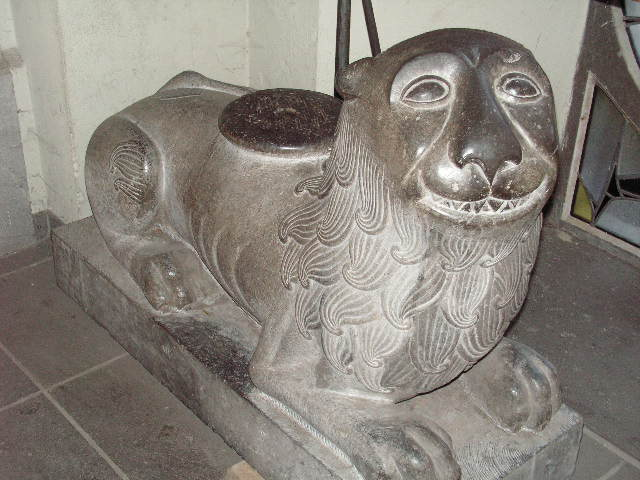
Из Кёльнского собора (колонна утрачена).
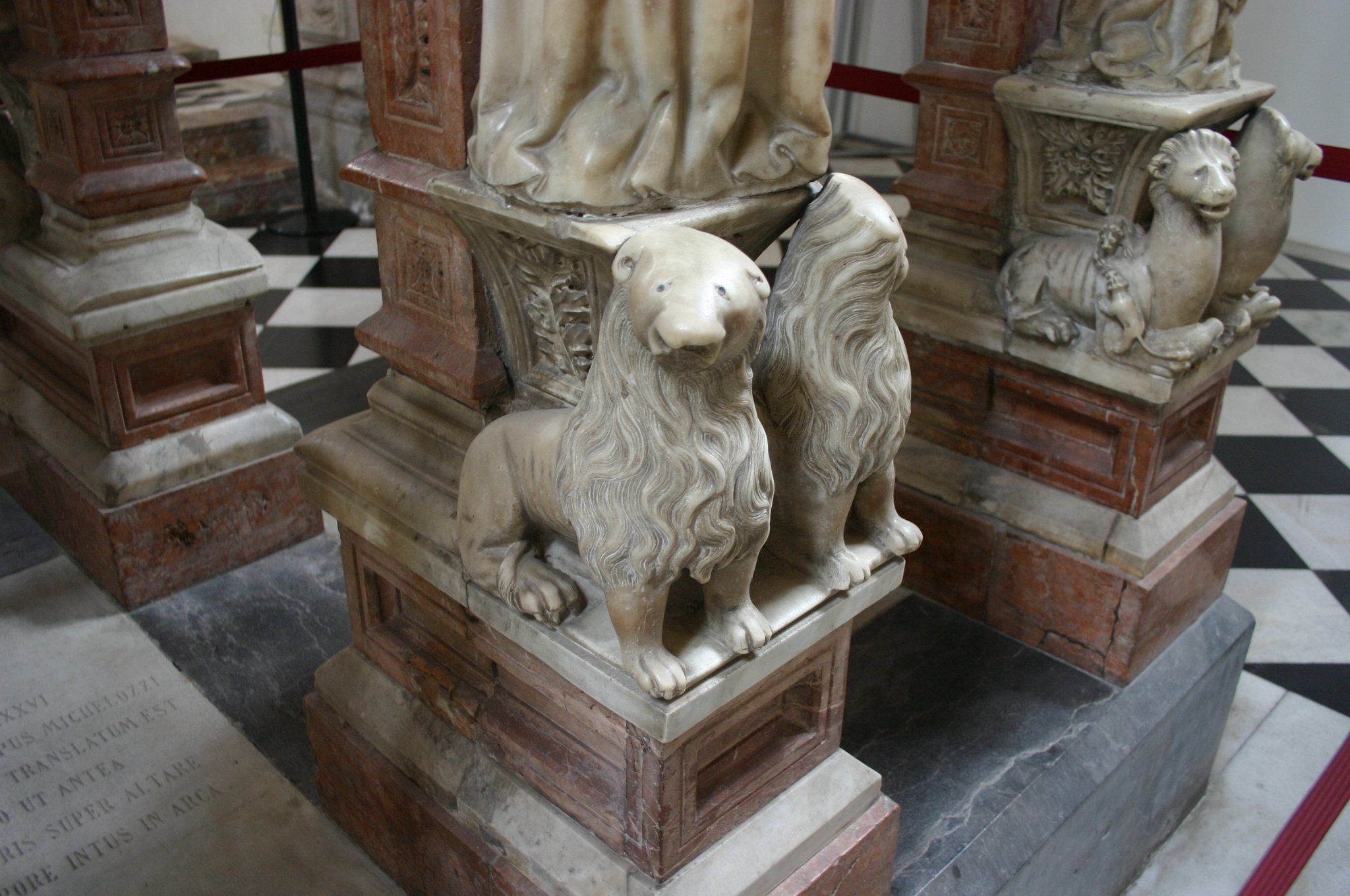
Надгробие святого Петра Веронского в капелле Портинари в церкви Сант-Эусторджо, Милан
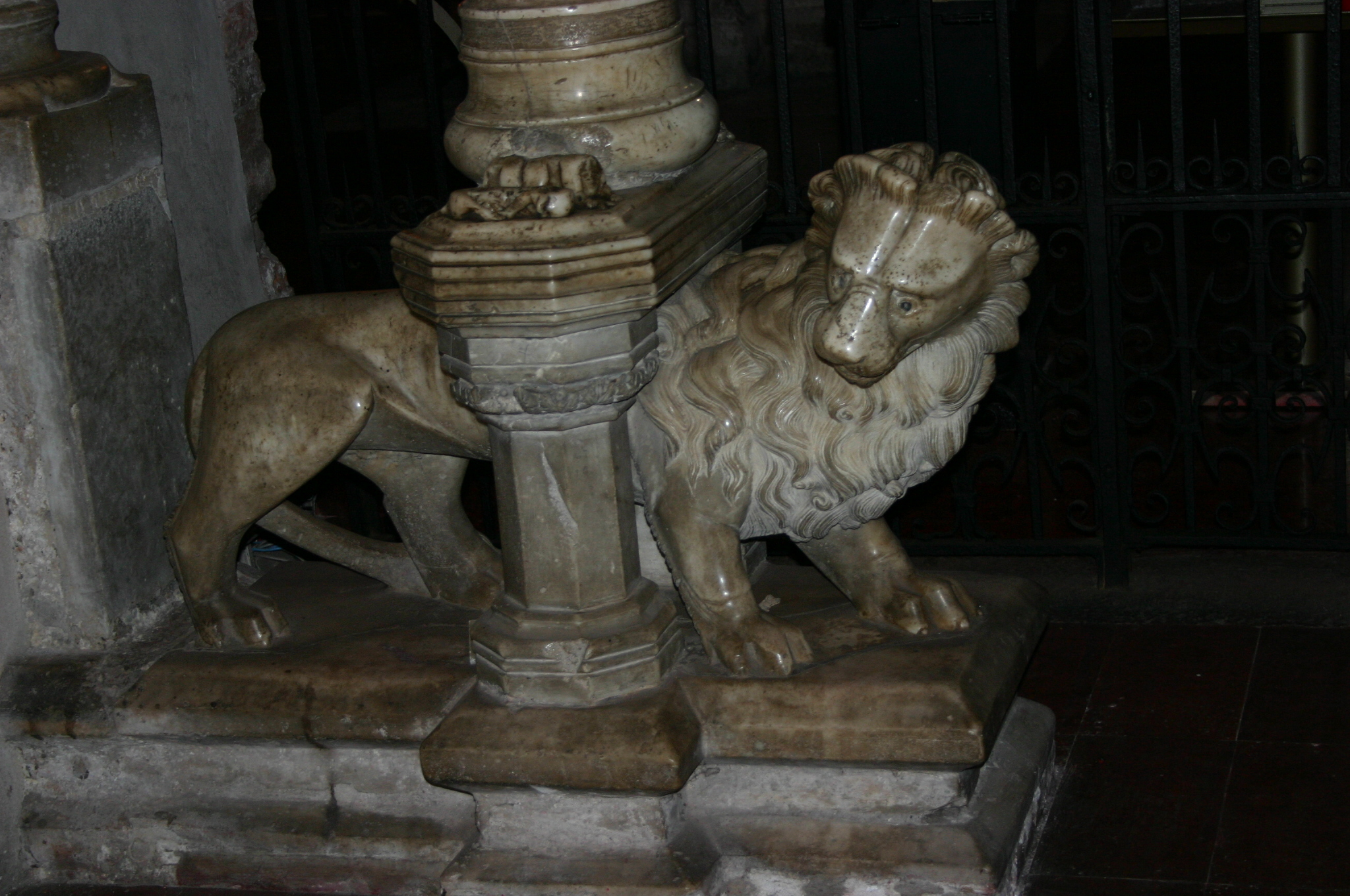
Деталь надгробия. Капелла Висконти в церкви Сант-Эусторджо, Милан
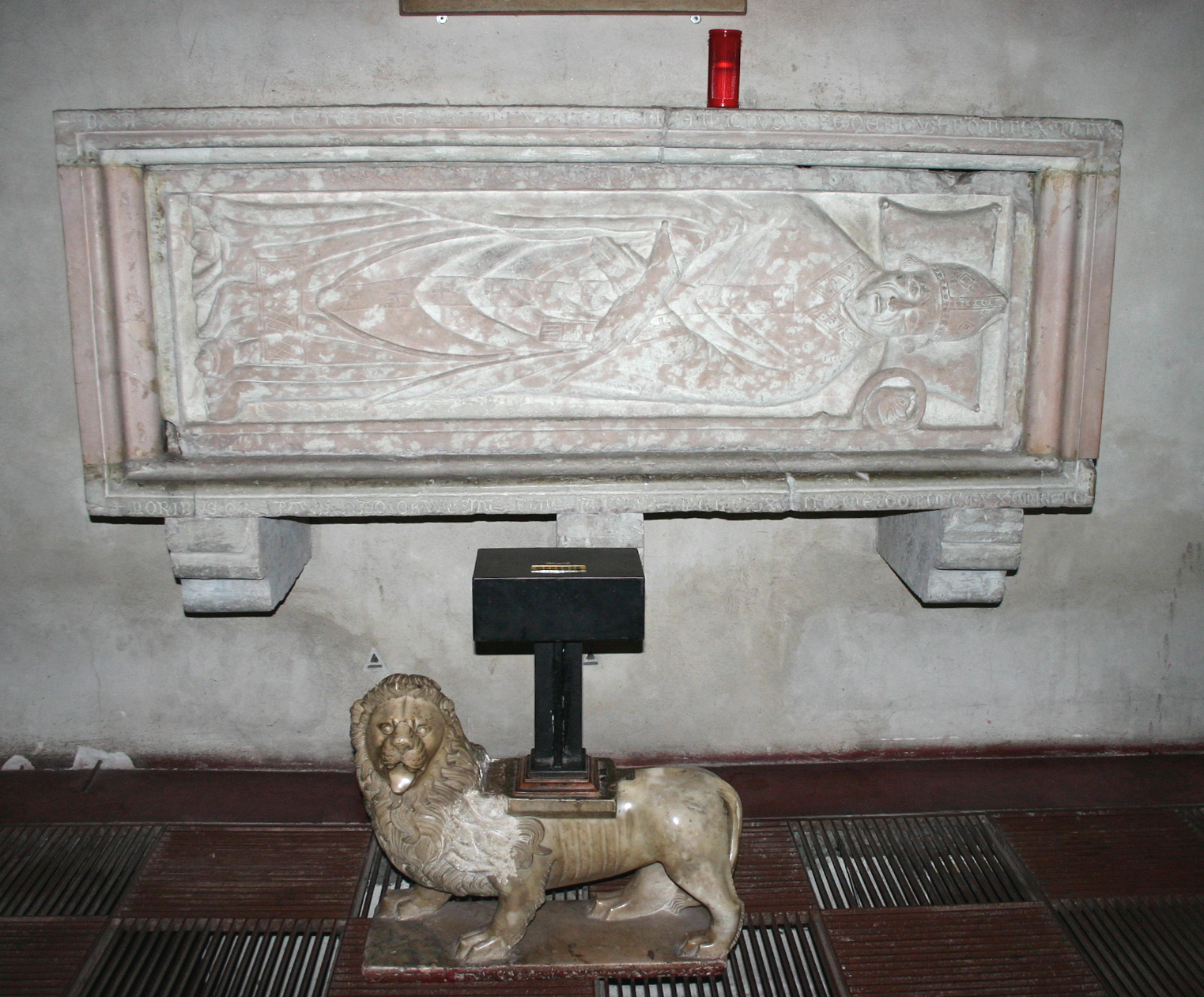
Стилофорный лев-подставка в церкви Сант-Эусторджо
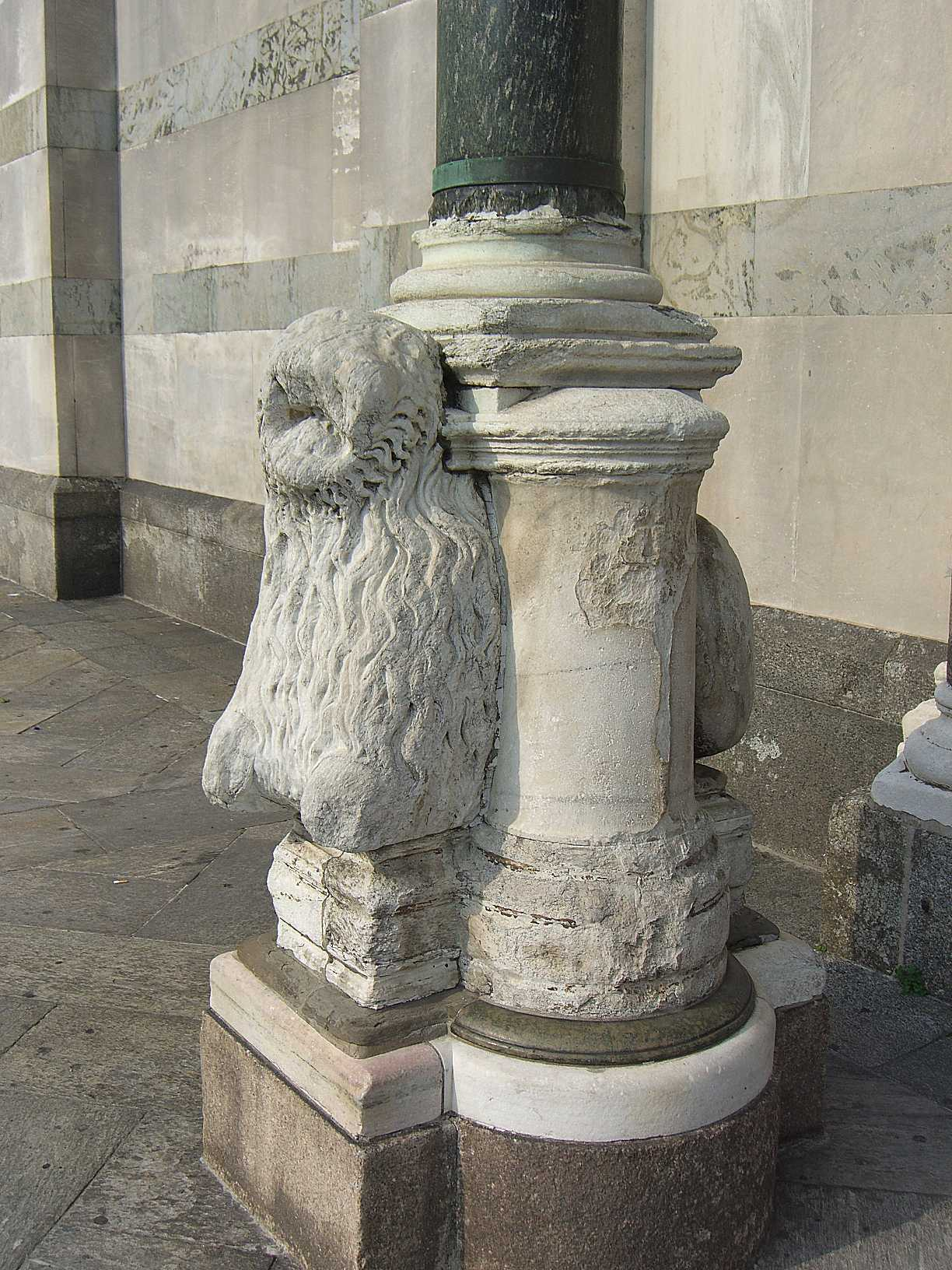
У входа в Собор Святого Иоанна Крестителя, Монца, Ломбардия
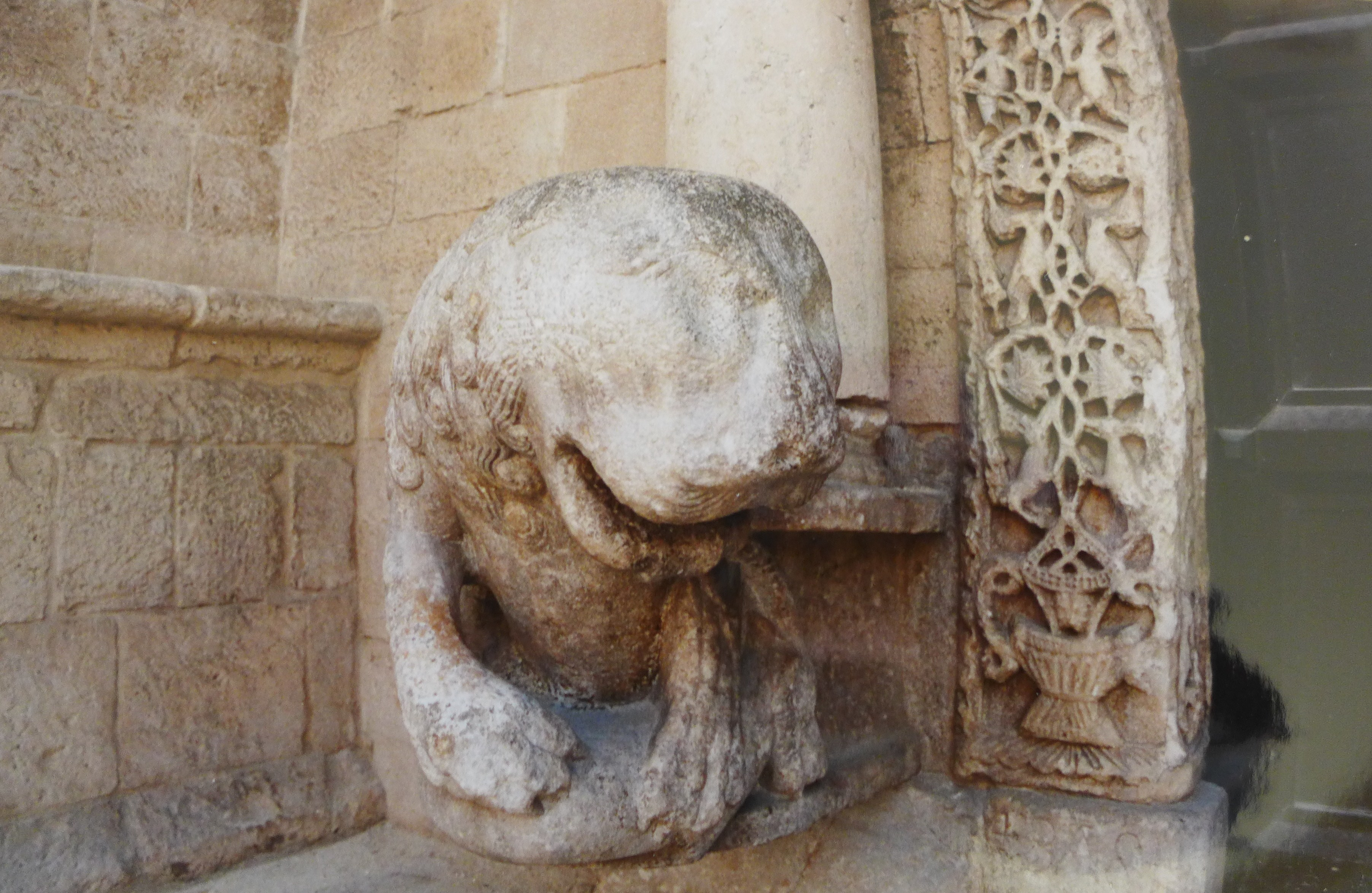
У входа в базилику Святого Николая в Бари
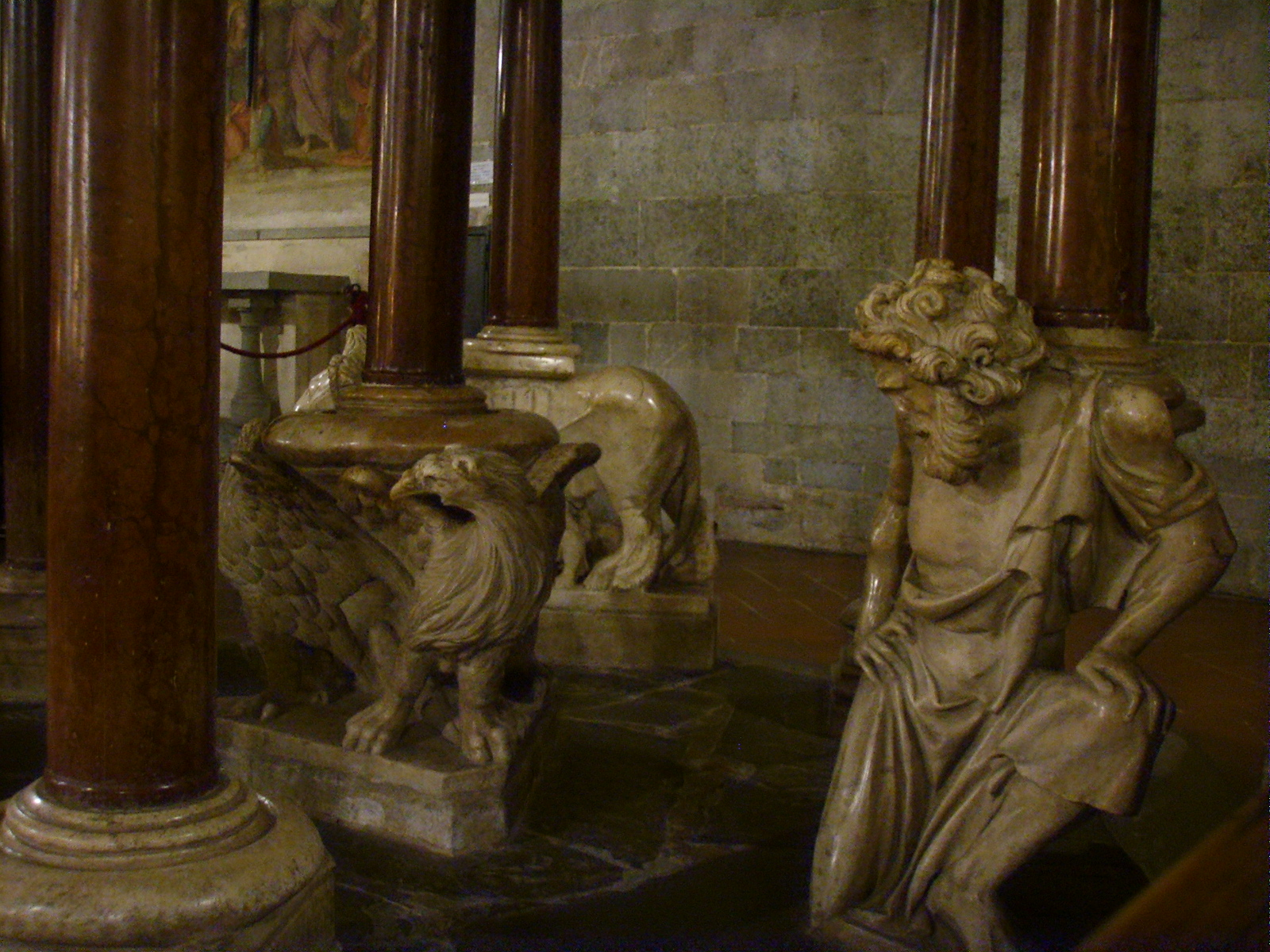
Стилофоры в Пистое в церкви Сант-Андреа
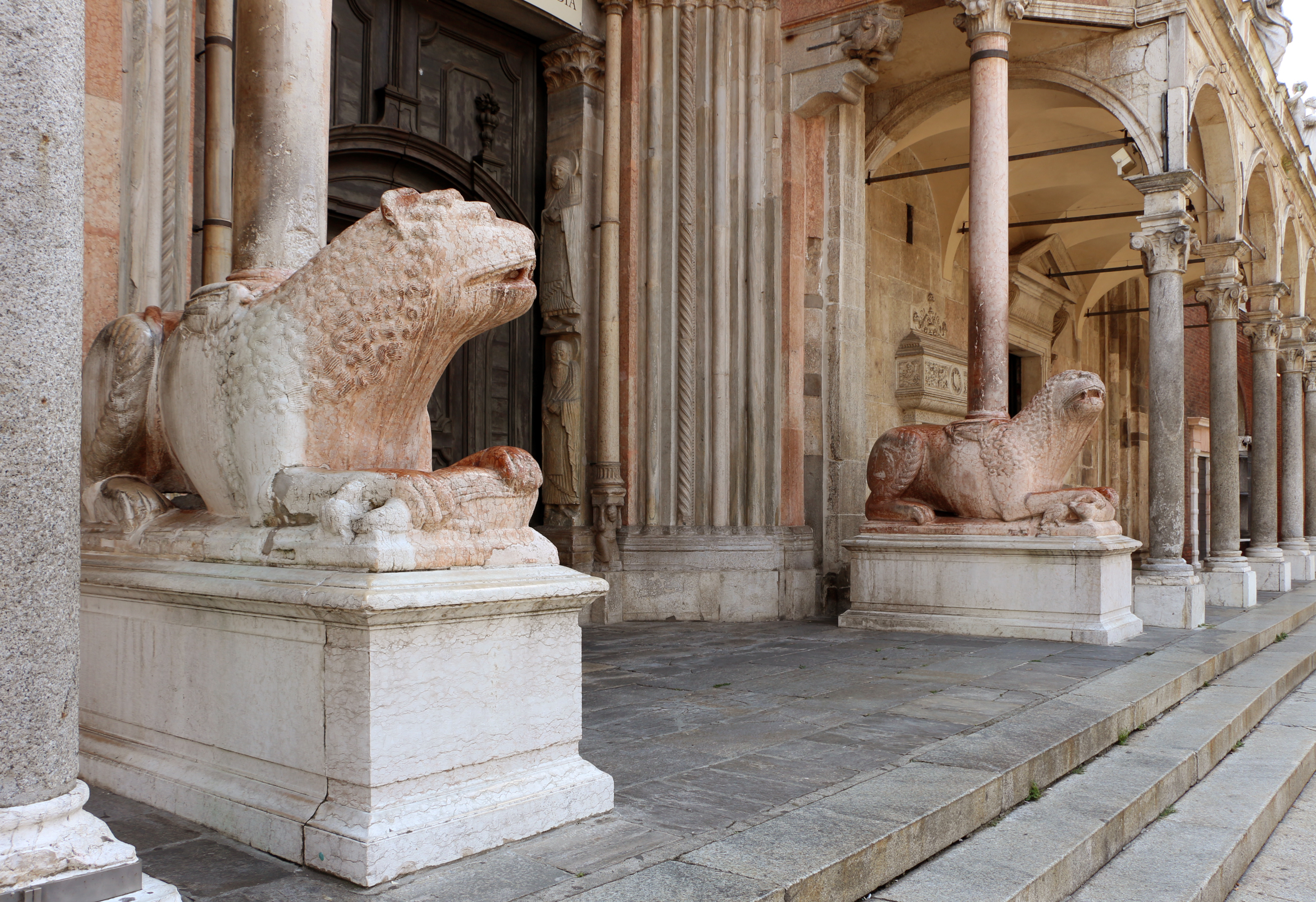
Стилофоры у Кремонского собора